# Ilona Andrews
Œuvres principales
- Série Kate Daniels

Ilona Andrews est le nom de plume utilisé par Ilona Gordon, née en 1976 en URSS, et son mari Andrew Gordon (également connu sous le nom de plume de Gordon) pour écrire de la fantasy urbaine.

## Biographie
Ilona Andrews est née en Russie et est arrivée lors de son adolescence aux États-Unis. Elle a poursuivi ses études à l'Université de Western Carolina, où elle s'est spécialisée en biochimie. Elle a rencontré son mari, Gordon, qui l'a aidé à rédiger son premier roman, Morsure magique.
La suite, Brûlure magique, a atteint la 32e place sur la liste des bestsellers du New-York Times en avril 2008.
Son mari, Gordon, est le coauteur de ses livres.
Ilona et Gordon vivent actuellement à Portland dans l'Oregon.

## Œuvres

### UniversKate Daniels

#### SérieKate Daniels
Pendant plusieurs siècles, la magie a déserté ce monde et laissé la technologie occuper sa place mais depuis quelques décennies, elle est de retour. Le monde tel que nous le connaissons oscille entre vagues de Tech et de Magie, l'une chassant l'autre et tout le monde attend le moment où l'univers basculera définitivement du côté de l'une ou de l'autre.
Kate Daniels, mercenaire, gagne sa vie en chassant des monstres mais plus que ça, elle s'efforce d'échapper au terrible secret qui entoure sa naissance. Seulement, lorsque Greg, le chevalier de l'ordre de la merci qui l'a élevée, est assassiné lors d'une enquête sur des meurtres surnaturels, elle va être forcée de sortir de son anonymat. Il va lui falloir se mettre en danger de mort à plusieurs reprises, développer une relation improbable avec Curran, le Seigneur des Bêtes d'Atlanta mais elle en vient à espérer survivre à la condamnation à mort que son propre père a placée sur sa tête.
1. Les Récits de la forteresse, Mxm Bookmark, coll. « Urban Fantasy », 2024Contient les nouvelles Deuil magique, Rêves magiques et Dons magiques
2. Morsure magique, Milady, 2009 ((en) Magic Bites, 2007)Réédition, Mxm Bookmark, coll. « Urban Fantasy », 2017
3. Brûlure magique, Milady, 2009 ((en) Magic Burns, 2008)Réédition, Mxm Bookmark, coll. « Urban Fantasy », 2017
4. Attaque magique, Milady, 2010 ((en) Magic Strikes, 2009)Réédition, Mxm Bookmark, coll. « Urban Fantasy », 2017
5. Blessure magique, Milady, 2011 ((en) Magic Bleeds, 2010)Réédition, Mxm Bookmark, coll. « Urban Fantasy », 2017
6. Meurtre magique, Mxm Bookmark, coll. « Urban Fantasy », 2018 ((en) Magic Slays, 2011)
7. Montée magique, Mxm Bookmark, coll. « Urban Fantasy », 2019 ((en) Magic Rises, 2013)
8. Rupture magique, Mxm Bookmark, coll. « Urban Fantasy », 2019 ((en) Magic Breaks, 2014)
9. Changement magique, Mxm Bookmark, coll. « Urban Fantasy », 2020 ((en) Magic Shifts, 2015)
10. Lien magique, Mxm Bookmark, coll. « Urban Fantasy », 2020 ((en) Magic Binds, 2016)
11. Triomphe magique, Mxm Bookmark, coll. « Urban Fantasy », 2021 ((en) Magic Triumphs, 2018)
12. Marées magiques, Mxm Bookmark, coll. « Urban Fantasy », 2025 ((en) Wilmington Years: Magic Tides, 2023), trad. Emma Völker, 180 p.  (ISBN 979-10-381-4384-5)
13. Revendications magiques, Mxm Bookmark, coll. « Urban Fantasy », 2025 ((en) Wilmington Years: Magic Claims, 2023), trad. Emma Völker, 272 p.  (ISBN 979-10-381-4385-2)

Nouvelles
- Tome 0,5 : (en) Questionable Client, dans l’anthologie Dark and Stormy Knights, 2011
- Tome 3,5 : Deuil magique, 2024 ((en) Magic Mourns, dans l’anthologie Must Love hellhounds, 2009)
- Tome 4,3 : Dons magiques, 2024 ((en) Magic Gifts, 2011)
- Tome 4,5 : Rêves magiques, 2024 ((en) Magic Dreams, dans l’anthologie Hexed, 2012)
- Tome 5,5 : Alliage magique, Mxm Bookmark, coll. « Urban Fantasy », 2024 ((en) Gunmetal Magic, 2012)
- Tome 7,5 : (en) Magic Steals, dans l’anthologie Night Shift, 2014
- Tome 8,5 : (en) Magic Star, 2016

#### SérieHugh d'Ambray
1. De fer et de magie, Mxm Bookmark, coll. « Urban Fantasy », 2021 ((en) Iron and Magic, 2018), trad. Cécile Fruteau, 464 p.  (ISBN 979-10-381-1971-0)À lire entre les tomes 9 et 10 de la série Kate Daniels

#### SérieAurelia Ryder
1. L'Héritière de sang, Mxm Bookmark, coll. « Urban Fantasy », 2021 ((en) Blood Heir, 2021), trad. Cécile Fruteau, 392 p.  (ISBN 979-10-381-1675-7)À lire entre les tomes 10 et 11 de la série Kate Daniels

### SérieThe Edge
1. (en) On the Edge, 2009
2. (en) Bayou Moon, 2010
3. (en) Fate’s Edge, 2011
4. (en) Steel’s Edge, 2012

### SérieDina Demille
1. La Gardienne des portes, Mxm Bookmark, coll. « Urban Fantasy », 2022 ((en) Clean Sweep, 2013), trad. Cécile Fruteau, 264 p.  (ISBN 979-10-381-1549-1)
2. Une réunion au sommet, Mxm Bookmark, coll. « Urban Fantasy », 2023 ((en) Sweep in Peace, 2015), trad. Marika Gallman, 336 p.  (ISBN 979-10-381-1469-2)
3. Une visite inattendue, Mxm Bookmark, coll. « Urban Fantasy », 2023 ((en) One Fell Sweep, 2016), trad. Caroline Chenu, 368 p.  (ISBN 979-10-381-2112-6)
4. Sur le fil de la lame, Mxm Bookmark, coll. « Urban Fantasy », 2023 ((en) Sweep of the Blade, 2019), trad. Caroline Chenu, 352 p.  (ISBN 979-10-381-2224-6)

4,5 Catastrophe à l'auberge, Mxm Bookmark, coll. « Urban Fantasy », 2024 ((en) Sweep with Me, 2020), trad. Caroline Chenu, 160 p.  (ISBN 979-10-381-2578-0)
1. Le Mariage de la galaxie, Mxm Bookmark, coll. « Urban Fantasy », 2025 ((en) Sweep of the Heart, 2022), trad. Caroline Chenu, 504 p. (ISBN 979-10-381-3693-9)

### SérieDynasties
1. Entre les flammes, J'ai lu, 2017 ((en) Burn for Me, 2014)
2. L'Étincelle sous la glace, J'ai lu, 2017 ((en) White Hot, 2015)
3. De feu et de braises, J'ai lu, 2017 ((en) Wildfire, 2017)
4. Une douce brûlure, J'ai lu, 2022 ((en) Sapphire Flames, 2019)
5. Un éclat flamboyant, J'ai lu, 2023 ((en) Emerald Blaze, 2020)
6. Une caresse incandescente, J'ai lu, 2023 ((en) Ruby Fever, 2022)

- Dynasties - Tomes 1, 2 et 3, J'ai lu, 2022Contient également le roman court Des noces flamboyantes

Nouvelles
- Tome 3,5 : Des noces flamboyantes, 2022 ((en) Diamond Fire, 2018)Paru dans le recueil Dynasties - Tomes 1, 2 et 3, J'ai lu, 2022

### SérieGray Wolf
1. (en) Magic Stars, 2015

### Romans indépendants
- (en) Fated Blades, 2021

### Recueils de nouvelles indépendants
- (en) Small Magics, 2019
- (en) Sweep with Me, 2020